# Claude Meillassoux
Claude Albert Robert Meillassoux (Roubaix, 26 dicembre 1925 – Parigi, 2 gennaio 2005) è stato un antropologo francese, che ha compiuto ricerche in area africana.

## Biografia
Economista di formazione e poi allievo di Georges Balandier, compì ricerche nella prospettiva teorica del marxismo critico, analizzando le società pre-capitaliste, con gli strumenti e i concetti dell'infrastruttura marxista, della superstruttura e del materialismo storico.

È il padre del filosofo Quentin Meillassoux.
Celebre è la sua interpretazione del sistema di lignaggio come una divisione in classi di età nei rapporti di produzione, basata sulla dipendenza materiale dei giovani dagli anziani, mentre questi ultimi sono in una posizione socialmente inferiore. Esse sono da considerare come età sociali poiché designano la posizione di un individuo nella scala della successione generazionale e non una giovinezza o anzianità assoluta. L'età sociale è determinata da rapporti biologici: si è giovani fino a quando si viene considerati "figli di un individuo". Questo genera una gerontocrazia, che si basa sulla gestione delle risorse economiche, indispensabili per il pagamento del prezzo della sposa.
Meillassoux analizza il sistema che definisce modo di produzione domestico. Esso, che rappresenta l'essenza stessa della comunità domestica, è una peculiarità di tutte le società agricole africane e si connota per la presenza di precise caratteristiche:
- 1) produttività sufficientemente elevata da permettere il mantenimento di una popolazione necessaria a replicare il lavoro
- 2) l'utilizzazione della terra come mezzo di lavoro, cioè resa produttiva a scadenze diverse nel tempo
- 3) l'impiego di energia umana come principale risorsa
- 4) l'uso individuale di mezzi di produzione fabbricabili autonomamente

Secondo l'antropologo la produzione domestica è stata incorporata alla funzione economica. La famiglia viene quindi considerata una grande riserva domestica di manodopera. Il modo di produzione lignatico è un'evoluzione storica del modo di produzione domestico, basato sulla regola per cui i giovani che prestano lavoro al servizio ai vecchi ricevono dopo un certo periodo una moglie in cambio. Quindi tutti gli uomini hanno, nel corso della loro vita, la possibilità di accedere alle donne e ai mezzi di produzione sociale. Così questo sistema permette di passare da sfruttati a sfruttatori nell'arco di tempo di una vita.

## Opere
- Femmes, greniers et capitaux (1975, Maspero; transl. in Maidens, Meal and Money: Capitalism and the Domestic Community)
- Anthropologie de l'esclavage: le ventre de fer et d'argent (1986; transl. 1991 in The Anthroplogy of Slavery: The Womb of Iron and Gold)
- Anthropologie économique des Gouro de Côte d’Ivoire : De l’économie de subsistance à l’agriculture commerciale. Les ré-impressions. Paris: Éditions de l’École des hautes études en sciences sociales, 2013.

### Articoli
- "Essai d'interprétation du phénomène économique dans les sociétés traditionnelles d'autosubsistance", Cahiers d'études africaines, 1960, 4: 38-67
- “From Reproduction to Production: A Marxist Approach to Economic Anthropology.” Economy and Society 1(1), 1974